# Ministère des Affaires étrangères (Tchéquie)
Pour les articles homonymes, voir Ministère des Affaires étrangères.
Le ministère des Affaires étrangères (en tchèque : Ministerstvo zahraničních věcí) est le département ministériel chargé des relations internationales, des missions diplomatiques et de la mise en œuvre de la politique étrangère de la Tchéquie. 
Il est dirigé depuis le 17 décembre 2021 par le pirate Jan Lipavský.

## Liste des ministres
| Nom | Nom | Nom                   | Mandat                                                          | Parti    | Gouvernement(s)       |
| --- | --- | --------------------- | --------------------------------------------------------------- | -------- | --------------------- |
|     |     | Josef Zieleniec       | 2 juillet 1992 - 23 octobre 1997 (5 ans, 3 mois et 21 jours)    | ODS      | Klaus I et II         |
|     |     | Jaroslav Šedivý       | 8 novembre 1997 - 22 juillet 1998 (8 mois et 14 jours)          | Sans     | Tošovský              |
|     |     | Jan Kavan             | 22 juillet 1998 - 12 juillet 2002 (3 ans, 11 mois et 20 jours)  | ČSSD     | Zeman                 |
|     |     | Cyril Svoboda         | 15 juillet 2002 - 4 septembre 2006 (4 ans, 1 mois et 20 jours)  | KDU-ČSL  | Špidla Gross Paroubek |
|     |     | Alexandr Vondra       | 4 septembre 2006 - 9 janvier 2007 (4 mois et 5 jours)           | ODS      | Topolánek I           |
|     |     | Karel Schwarzenberg   | 9 janvier 2007 - 8 mai 2009 (2 ans, 3 mois et 29 jours)         | Sans     | Topolánek II          |
|     |     | Jan Kohout            | 8 mai 2009 - 13 juillet 2010 (1 an, 2 mois et 5 jours)          | Sans     | Fischer               |
|     |     | Karel Schwarzenberg   | 13 juillet 2010 - 10 juillet 2013 (2 ans, 11 mois et 27 jours)  | TOP 09   | Nečas                 |
|     |     | Jan Kohout            | 10 juillet 2013 - 29 janvier 2014 (6 mois et 19 jours)          | Sans     | Rusnok                |
|     |     | Lubomír Zaorálek      | 29 janvier 2014 - 13 décembre 2017 (3 ans, 10 mois et 14 jours) | ČSSD     | Sobotka               |
|     |     | Martin Stropnický     | 13 décembre 2017 - 27 juin 2018 (6 mois et 14 jours)            | ANO 2011 | Babiš I               |
|     |     | Jan Hamáček (intérim) | 27 juin - 16 octobre 2018 (3 mois et 19 jours)                  | ČSSD     | Babiš II              |
|     |     | Tomáš Petříček        | 16 octobre 2018 - 12 avril 2021 (2 ans, 5 mois et 27 jours)     | ČSSD     | Babiš II              |
|     |     | Jan Hamáček (intérim) | 12 avril 2021 - 21 avril 2021 (12 jours)                        | ČSSD     | Babiš II              |
|     |     | Jakub Kulhánek        | 21 avril - 17 décembre 2021 (7 mois et 26 jours)                | ČSSD     | Babiš II              |
|     |     | Jan Lipavský          | depuis le 17 décembre 2021 (3 ans, 3 mois et 3 jours)           | ČSP      | Fiala                 |